# منیزیم پراکسید
منیزیم پراکسید (به انگلیسی: Magnesium peroxide) با فرمول شیمیایی MgO۲ یک ترکیب شیمیایی با شناسه پاب‌کم ۶۱۷۴۵ است، که جرم مولی آن ۵۶٬۳۰۳۸ گرم بر مول است. شکل ظاهری این ترکیب، پودر سفید است.